# Callipara
Callipara là một chi ốc biển, là động vật thân mềm chân bụng sống ở biển trong họ Volutidae.

## Các loài
Các loài thuộc chi Callipara bao gồm:
Phân chi Callipara (Callipara) sensu stricto
- Callipara africana (Reeve, 1856)[2]
- Callipara bullatiana (Weaver & du Pont, 1967)[3]

Phân chi Callipara (Canalilyria) Bail & Poppe, 2001
- Callipara aphrodite (Bondarev, 1999)[4]
- Callipara kurodai (Kawamura, 1964)[5]

Phân chi Callipara (Festilyria) Pilsbry & Olsson, 1954
- Callipara duponti (Weaver, 1968)[6]
- Callipara festiva (Lamarck, 1811)[7]
- Callipara ponsonbyi (Smith, 1901)[8]

Phân chi Callipara (Simililyria) Bail & Poppe, 2001
- Callipara queketti (Smith, 1901)[9]

## Phân bố
Các loài ốc thuộc chi này phân bố ở Ấn Độ Dương dọc theo Đông Phi.

## Hình ảnh

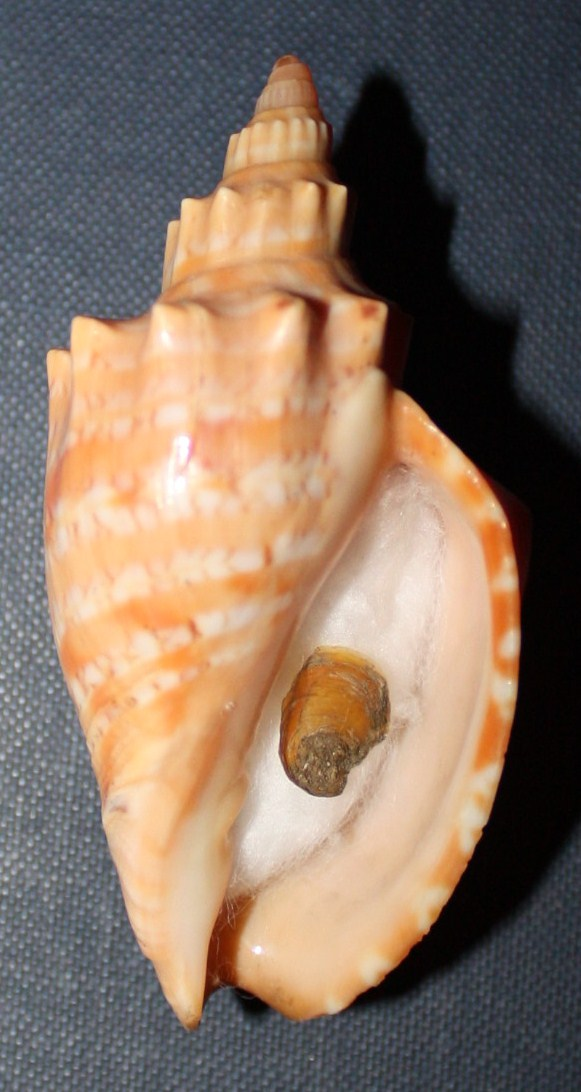